# Svedala
Svedala (dansk: Svedale, historisk: Suedalle) er et byområde med cirka 9.500 indbyggere i det sydlige Skåne og hovedby i Svedala kommun, Skåne Län, Sverige. Svedala ligger i den skånske sletteregion, men der findes også store bøge- og egeskove omkring byen.